# Plistocè superior
| Subdivisions del període Quaternari | Subdivisions del període Quaternari | Subdivisions del període Quaternari | Subdivisions del període Quaternari |
| Sistema                             | Sèrie                               | Estatge                             | Edat (Ma)                           |
| ----------------------------------- | ----------------------------------- | ----------------------------------- | ----------------------------------- |
| Quaternari                          | Holocè                              | Megalaià                            | 0,0042                              |
| Quaternari                          | Holocè                              | Norgripià                           | 0,0082                              |
| Quaternari                          | Holocè                              | Grenlandià                          | 0,0117                              |
| Quaternari                          | Plistocè                            | Superior                            | 0,129                               |
| Quaternari                          | Plistocè                            | Chibanià                            | 0,774                               |
| Quaternari                          | Plistocè                            | Calabrià                            | 1,80                                |
| Quaternari                          | Plistocè                            | Gelasià                             | 2,58                                |
| Neogen                              | Pliocè                              | Plasencià                           | més antic                           |

El Plistocè superior és el quart i últim estatge faunístic de l'època del Plistocè. Comprèn el període entre fa 0,129 milions d'anys i fa 0,0117 milions d'anys.
Encara no ha estat ratificat. Correspon al Tarentià, un estatge no oficial de l'escala dels temps geològics. Segueix el Chibanià (anteriorment conegut com a Plistocè mitjà) i precedeix el Grenlandià. Es calcula que el Tarantià comença al principi del període interglacial Eemià (estatge isotòpic marí 5). Es considera que acaba a la fi del Dryas recent, fa uns 11.700 anys, al principi de l'Holocè.
El terme «Plistocè superior» és utilitzat com a denominació provisional o «quasiformal» per la Unió Internacional de Ciències Geològiques (IUGS). Així com els tres primers estatges del Plistocè (Gelasià, Calabrià i Chibanià) ja han estat definits oficialment, el Plistocè superior encara no ho ha estat. És una discussió que entronca amb el debat sobre la possible acceptació de l'Antropocè com a subdivisió del Quaternari.
La característica principal del Plistocè superior foren les glaciacions, com ara les glaciacions würmianes als Alps, que duraren fins fa 14.000 anys, i el posterior Dryas recent. Moltes espècies de megafauna s'extingiren durant aquesta edat. Aquesta tendència es perllongà a l'Holocè. En paleoantropologia, el Plistocè superior conté el Paleolític superior, incloent-hi moltes de les migracions humanes prehistòriques i l'extinció de les últimes espècies arcaiques d'Homo.